# August Wilhelm Bach
August Wilhelm Bach, född den 4 oktober 1796, död den 15 april 1869, var en tysk kompositör och organist. 
Bach, som saknar känd släktskap till den stora musikerfamilj till vilken Johann Sebastian Bach hörde, studerade under sin  far, Gottfried Bach, och för Carl Friedrich Zelter och Ludwig Berger. 
År 1832 efterträdde Bach Zelter som direktor för det kungliga institutet för kyrkomusik i Berlin. Han undervisade även vid preussiska konstakademien och var där lärare till Otto Dienel. 
Hans kompositioner består till stor del av sakral musik och verk för klaverinstrument. Han skrev också en orgelskola och en psalmbok. Han invaldes 1868 som ledamot av Kungliga Musikaliska Akademien i Stockholm.